# Gurnee
Gurnee is een plaats (village) in de Amerikaanse staat Illinois, en valt bestuurlijk gezien onder Lake County.

## Demografie
Bij de volkstelling in 2000 werd het aantal inwoners vastgesteld op 28.834. In 2006 is het aantal inwoners door het United States Census Bureau geschat op 30.942, een stijging van 2108 (7,3%).

## Geografie
Volgens het United States Census Bureau beslaat de plaats een oppervlakte van 34,7 km², geheel bestaande uit land.

## Plaatsen in de nabije omgeving
De onderstaande figuur toont nabijgelegen plaatsen in een straal van 8 km rond Gurnee.

## Geboren
- Kevin Anderson (13 januari 1960), acteur